# 格利泽3991
格利泽3991 (又稱 Gliese 3991或 G 203-47) 是位於武仙座的一個雙星系統，距離太陽系約24.7光年。系統中包括一顆質量為20-30%太陽質量的紅矮星和約50%太陽質量的白矮星。兩顆恆星在0.11天文單位的緊密軌道上相互繞行，軌道週期僅有14.71天。由於它們之間的距離很小，這兩個物體從未在視覺上被分辨出來，而只是根據格利泽3991 A的徑向速度變化來預測，使該系統成為光譜聯星。

## 白矮星
格利泽3991 B是第9個最近的白矮星，僅次於天狼星B、南河三B、范馬南星、GJ 440、波江座40B、施泰因2051B、G 240-72 和 LP 658-2。 其中，格利泽3991 B不僅是最冷的，而且是唯一一顆與另一顆恆星處於短週期軌道上的。格利泽3991 B的年齡可能超過60億年，也是這些天體中最古老的。